# Women's Army Corps

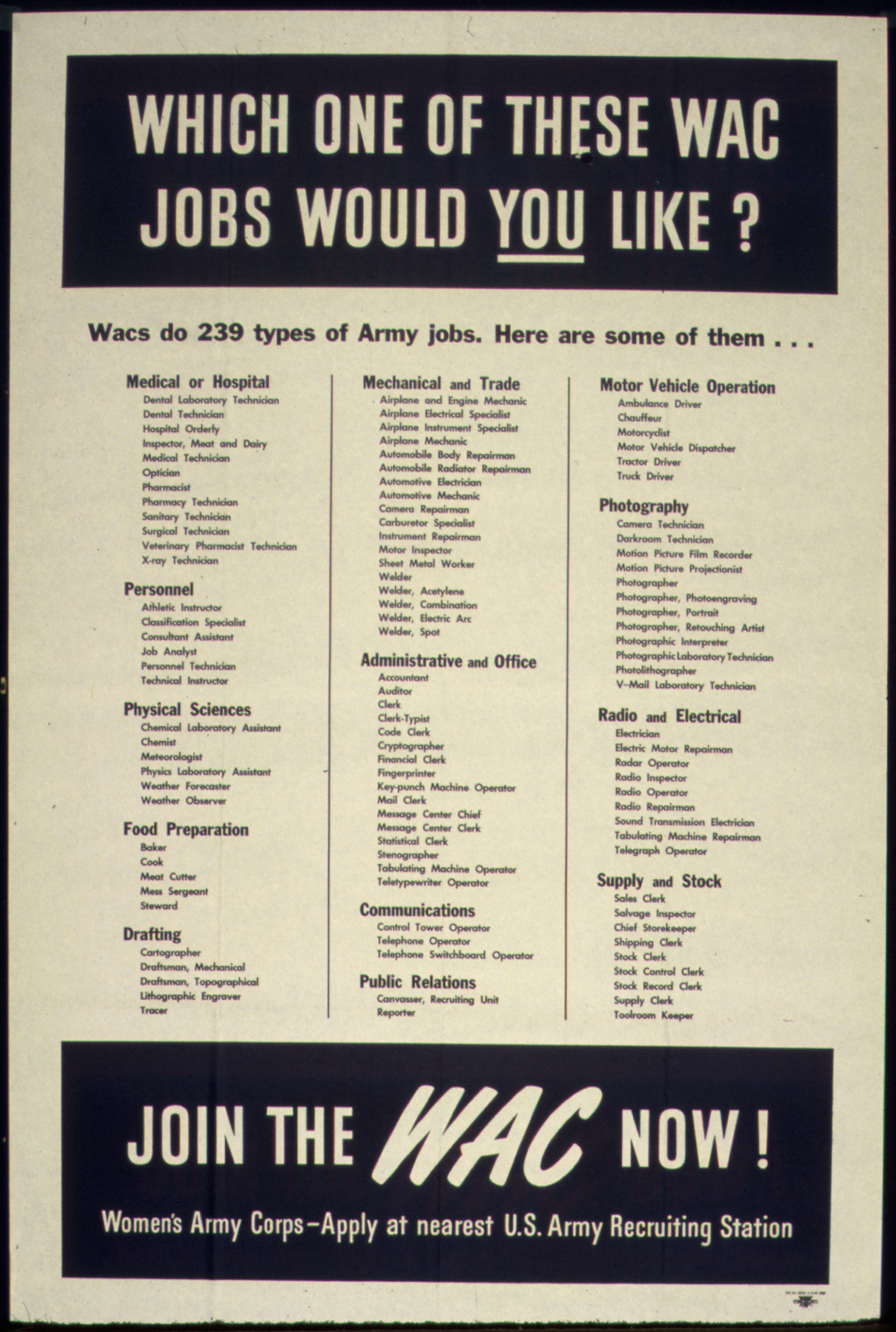
Recruteringsposter WAC tijdens WWII

Het Women's Army Corps (WAC) was de vrouwenafdeling van het United States Army. Het corps werd op 15 mei 1942 opgericht als een hulpeenheid, genaamd het Women's Army Auxiliary Corps (WAAC), en werd op 1 juli 1943 omgezet naar een actieve dienststatus in het leger van de Verenigde Staten als het WAC. De eerste bevelhebber was kolonel Oveta Culp Hobby. Het WAC werd op 20 oktober 1978 ontbonden en alle WAC-eenheden werden geïntegreerd in de mannelijke eenheden.

## Geschiedenis
De organisatie van het WAAC werd bij aanvang gecoördineerd door luitenant-kolonel Gillman C. Mudgett, maar zijn plannen werden sterk gewijzigd voordat ze in werking traden, omdat hij een korps van slechts 11.000 vrouwen had verwacht. Zonder de steun van het Ministerie van Oorlog diende congreslid Edith Nourse Rogers van Massachusetts op 28 mei 1941 een wetsvoorstel in, dat voorzag in een "Women's Army Auxiliary Corps". Het wetsvoorstel werd maandenlang tegengehouden door het Bureau voor Management en Budget, maar werd nieuw leven ingeblazen nadat de Verenigde Staten de oorlog in gingen. De senaat keurde het wetsvoorstel goed op 14 mei 1942 en het werd wet op 15 mei 1942. De dag nadat president Franklin D. Roosevelt het wetsvoorstel ondertekende, stelde hij een rekruteringsdoel van 25.000 vrouwen voor het eerste jaar. Dat doel werd onverwachts overschreden, dus besloot de minister van Oorlog Henry L. Stimson de limiet te verhogen door de rekrutering van 150.000 vrijwilligers toe te staan.
Het WAAC was gemodelleerd naar vergelijkbare Britse eenheden, met name de Auxiliary Territorial Service (ATS), die de aandacht trok van stafchef George C. Marshall. In 1942 begon het eerste contingent van 800 leden van het "Women's Army Auxiliary Corps" met de basistraining op de Fort Des Moines Provisional Army Officer Training School in Iowa. De vrouwen kregen uniformen aan, werden geïnterviewd, toegewezen aan compagnieën en barakken en werden op de eerste dag ingeënt tegen ziekten.
De vrouwen van het WAAC werden eerst opgeleid in drie belangrijke specialismen. De slimste en wendbaarste werden opgeleid als telefonistes. Daarna kwamen de monteurs, die een hoge mate van mechanische aanleg en probleemoplossend vermogen moesten hebben. De bakkers waren meestal de laagst scorende rekruten. Dit werd later uitgebreid naar tientallen specialismen zoals postbeambte, chauffeur, stenograaf en typiste. WAC-wapenmakers onderhielden en repareerden kleine wapens en zware wapens die ze zelf niet mochten gebruiken.
Een fysieke trainingshandleiding met de titel "You Must Be Fit" werd in juli 1943 gepubliceerd door het Ministerie van Oorlog, met als doel de vrouwelijke rekruten op het hoogste fysieke niveau te brengen. De handleiding begon met het benoemen van de verantwoordelijkheid van de vrouwen: "Your Job: To Replace Men. Be Ready To Take Over". De handleiding noemde de toewijding van vrouwen aan de oorlogsinspanning in Engeland, Rusland, Duitsland en Japan, en benadrukte dat de WAC-rekruten fysiek in staat moesten zijn om elke baan aan te nemen. De fitnesshandleiding was "State of the art" voor zijn tijd, met secties over warming-up en progressieve lichaamsgewicht-krachtopbouwende oefeningen voor de armen, benen, buik, nek en rug. Hij bevatte een sectie over het ontwerpen van een persoonlijke fitnessroutine na de basistraining en eindigde met "The Army Way to Health and Added Attractiveness" met advies over huidverzorging, make-up en kapsels.
Gebrekkige publiciteit en het slechte uitzicht van het WAAC/WAC-uniforms, vooral in vergelijking met dat van de andere diensten, belemmerden de rekruteringsinspanningen. Een verzet van hoge legercommandanten werd overwonnen door de efficiënte dienst van WAAC's in het veld, maar de houding van mannen in de gelederen bleef over het algemeen negatief en de hoop dat maximaal een miljoen mannen door vrouwen vervangen konden worden, is nooit uitgekomen. De United States Army Air Forces werden een eerste en fervente voorstander van een reguliere militaire status voor vrouwen in het leger.
Ongeveer 150.000 Amerikaanse vrouwen dienden uiteindelijk in het WAAC en WAC tijdens de Tweede Wereldoorlog. Hoewel de conservatieve mening in de leiding van het leger aanvankelijk tegen vrouwen was die in uniform dienden, net als de publieke opinie, maakte het tekort aan mannen een nieuw beleid noodzakelijk.
Terwijl de meeste vrouwen in de VS dienden, gingen sommigen naar verschillende plekken wereldwijd, waaronder Europa, Noord-Afrika en Nieuw-Guinea. Zo landden WAC's op het strand van Normandië slechts een paar weken na de eerste invasie.

## Lastercampagne
In 1943 stopte het rekruteringsmomentum en ging achteruit toen een enorme lastercampagne op het thuisfront de WAC's als seksueel immoreel aanviel. Veel soldaten waren fel tegen het toelaten van vrouwen in uniform en waarschuwden hun zussen en vriendinnen dat ze als lesbiennes of prostituees zouden worden gezien. Enquêtes wezen uit dat de meerderheid van de ingelijfde soldaten van het leger dacht dat enkel vrouwen van laag allooi WAC's werden en zussen of vriendinnen zouden vertellen dat ze zich niet moesten aansluiten; slechts 17% of minder zou hen vertellen dat ze WAC's moesten worden. Tweeënzeventig procent van de burgervrouwen in een Gallup-peiling uit 1944 zei dat mannen in het leger hen hadden beïnvloed om zich niet aan te melden. Kritiek op WAC's kwam ook van andere vrouwen: roddels van militairen en officiersvrouwen, lokale vrouwen die het niet leuk vonden dat nieuwkomers "hun stad" overnamen, vrouwelijke burgers die de concurrentie (zowel voor banen als voor mannen) niet konden waarderen, liefdadigheids- en vrijwilligersorganisaties die de extra aandacht die de WAAC's kregen niet konden waarderen, en klachten en laster die werden verspreid door ontevreden of ontslagen WAAC's. Een WAC-wervingsofficier zei dat velen op haar post geloofden dat legervrouwen hun echtgenoten en kinderen in de steek hadden gelaten om met mannelijke soldaten om te gaan. Veel burgers beschreven WAC's op lokale bases als zware drinkers die vaak met mannen naar bed gingen. Als alternatief zou het willen worden van een WAC een bewijs van lesbische liefde kunnen zijn, of het WAC zou een vrouw tot een lesbienne kunnen omvormen. Een vrouwelijke verslaggever schreef over haar verbazing dat Hobby vrouwelijk was, en niet "een ongetrouwde vrouw met ... een Gertrude Stein-kapsel".
Alle onderzoeken wezen uit dat de geruchten onjuist waren maar het geloof dat het leger WAC's wilde als "moraalverhogers" (georganiseerde prostituees) was wijdverbreid onder soldaten en burgers. Sommige legerofficieren verklaarden expliciet dat WAC's die het moreel van soldaten verbeterden belangrijker waren dan hun officiële taken. Hoewel de meeste WAC's dergelijke geruchten ontkenden, waren sommigen ook onzeker over hun doel. Een vrouwelijke soldaat schreef dat aangezien "je de menselijke natuur niet kunt veranderen", WAC's konden fungeren als "een gezonde bron van entertainment voor onze dappere mannen, en de oorlog konden winnen". Het leger gebruikte soms WAC-eenheden om de mannelijke seksualiteit te controleren, zoals Afro-Amerikaanse eenheden die meestal in de buurt van Afro-Amerikaanse mannelijke soldaten werden geplaatst. De Britse generaal Bernard Montgomery stelde in december 1944 voor om WAC- en ATS-eenheden toe te wijzen aan de bezetting van Duitsland om te voorkomen dat geallieerde soldaten zich zouden verbroederen met Duitse vrouwen. Hoewel het WAC-hoofdkwartier en de WAC's in het Europese Operatiegebied kritiek hadden op het voorstel, schreef een legerofficier in een brief aan een vriend dat dezelfde kolonel die de officieren had opgedragen om uit de buurt van prostituees te blijven, hen de volgende dag had verteld dat ze met WAC's konden daten.
Hoewel veel bronnen slechte grappen en lelijke geruchten over militaire vrouwen voortbrachten en voedden, hebben gelijktijdige en historische verslagen zich gericht op het werk van de columnist John O'Donnell. Volgens de geschiedenis van het leger heeft O'Donnells column "Capitol Stuff" van 8 juni 1943 "onberekenbare schade" aangericht.

## Afro-Amerikaanse vrouwen
Afro-Amerikaanse vrouwen dienden in het WAAC en het WAC, maar heel weinig dienden in de marine. Afro-Amerikaanse vrouwen die in het WAC dienden, ondervonden segregatie op vrijwel dezelfde manier als in het Amerikaanse burgerleven. Sommige posten accepteerden WAC's van elk ras, terwijl andere dat niet deden. Zwarte vrouwen kregen dezelfde specialismen onderwezen als blanke vrouwen, en de rassen werden niet gescheiden op speciale opleidingsscholen. Het doel van het Amerikaanse leger was om tien procent van de troepenmacht Afro-Amerikaans te laten zijn, om de grotere Amerikaanse bevolking te weerspiegelen, maar een tekort aan rekruten bracht slechts 5,1 procent zwarte vrouwen naar het WAC. De eerste Afro-Amerikaanse officier in het WAC was Charity Adams Earley. Zij was bevelhebber van het 6888th Central Postal Directory Battalion dat tijdens de Tweede Wereldoorlog overzee actief was in het Verenigd Koninkrijk en Frankrijk.

## Evaluaties
Generaal Douglas MacArthur noemde de WAC's "mijn beste soldaten" en voegde eraan toe dat ze harder werkten, minder klaagden en beter gedisciplineerd waren dan mannen. Veel generaals wilden er meer en stelden voor om vrouwen op te roepen, maar men realiseerde zich dat dit "aanzienlijke publieke verontwaardiging en verzet in het Congres zou uitlokken", en dus weigerde het ministerie van Oorlog om zo'n drastische stap te nemen. De 150.000 vrouwen die wel dienden, maakten het equivalent van 7 divisies mannen vrij voor de strijd. Generaal Dwight D. Eisenhower zei dat "hun bijdragen in efficiëntie, vaardigheid, geest en vastberadenheid onmetelijk zijn". Niettemin schaadden de lastercampagnes de reputatie van niet alleen de WAC, maar ook van andere volledig vrouwelijke korpsen zoals de WAVES van de marine en veel vrouwen wilden niet eens dat bekend werd dat ze veteranen waren.
In dezelfde periode hadden andere takken van het Amerikaanse leger vergelijkbare vrouweneenheden, waaronder: de Navy's WAVES, de SPARS van de Coast Guard, het United States Marine Corps Women's Reserve ((USMCWR)) en de (civiele) Women Airforce Service Pilots (WASP). De Britse strijdkrachten hadden ook vergelijkbare eenheden, waaronder: de Women's Royal Naval Service (WRNS), de Auxiliary Territorial Service (ATS) en de Women's Auxiliary Air Force (WAAF). Volgens historicus D'Ann Campbell was de Amerikaanse samenleving nog niet klaar voor vrouwen in militaire rollen.

## Manhattanproject
Sinds begin 1943 werden 422 WAC's toegewezen aan het Corps of Engineers om te werken aan het Manhattanproject, de geheime Amerikaanse poging om een atoombom te bouwen. Generaal-majoor Leslie Groves, directeur van het project, schreef: "Er is weinig bekend over de betekenis van de bijdrage aan het Manhattanproject door honderden leden van het Women's Army Corps ... Omdat u geen lofbetuigingen in de krantenkoppen kreeg, zal niemand buiten het project ooit weten hoeveel er van u afhing."
Alle vrouwen die geïnteresseerd waren in functies bij het project, kregen het volgende te horen: ze zouden een zware baan hebben, zouden nooit naar het buitenland mogen, zouden nooit naar de "Officer candidate school" (OCS) gaan, zouden nooit publiciteit krijgen en zouden op afgelegen stations wonen met weinig recreatievoorzieningen. Een verrassend aantal hooggekwalificeerde vrouwen reageerde. Later bleek het mogelijk om WAC's die waren toegewezen aan het Manhattanproject toch naar de OCS te sturen zonder de veiligheid in gevaar te brengen.
WAC-eenheden die bij de inspanning betrokken waren, kregen de "Meritorious Unit Commendation", twintig vrouwen ontvingen de "Army Commendation Ribbon" en kapitein Arlene G. Scheidenhelm, ontving de Legion of Merit. Bovendien ontvingen alle leden van de WAAC en de WAC die in de Tweede Wereldoorlog dienden de "Women's Army Corps Service Medal".

## Vietnamoorlog
In 1964 schreef de personeelsfunctionaris van het hoofdkwartier van het Military Assistance Command, Vietnam (MACV), in Saigon aan de directeur, toenmalig kolonel Gorman, dat Zuid-Vietnam een Women's Armed Forces Corps (WAFC) organiseerde en wilde dat Amerikaanse WAC's hen zouden helpen bij de planning en ontwikkeling ervan. De commandant van het MACV, toenmalig generaal William Westmoreland, autoriseerde ruimte voor twee WAC-adviseurs. Voordat de aanvragen bij het Pentagon arriveerden, schreef de personeelsfunctionaris van het MACV, brigadegeneraal Ben Sternberg, aan Gorman en gaf het advies dat "de WAC-functionaris een kapitein of majoor moet zijn, volledig op de hoogte van alle zaken met betrekking tot de werking van een WAC-school en de training die daarin wordt gegeven. Ze moet buitengewoon intelligent, extravert en mooi zijn. De WAC-sergeant moet ongeveer dezelfde kwaliteiten hebben... en moet ook kunnen typen." Gorman antwoordde dat het WAC "zeker zou proberen" vrouwen te sturen met "de kwalificaties die u schetst." Vervolgens voegde ze toe: "De combinatie van intelligentie en schoonheid is natuurlijk gebruikelijk in de WAC.
Tegen de tijd dat de aanvragen in november 1964 bij het Pentagon binnenkwamen, had de directeur majoor Kathleen I. Wilkes en sergeant 1e klas Betty L. Adams geselecteerd om de functies te vervullen. Beiden hadden uitgebreide ervaring in WAC-training, rekrutering, administratie en commando. Op 15 januari 1965 kwamen ze aan in Saigon en werden ze ontvangen door majoor Tran Cam Huong, directeur van de WAFC en commandant van het WAFC-trainingscentrum en haar assistent, majoor Ho Thi Ve. De eerste WAC-adviseurs adviseerden de WAFC-directeur en haar staf over methoden van organisatie, inspectie en management bij het rekruteren, trainen, beheren en toewijzen van vrouwelijke dienstplichtigen en officierskandidaten. De tijd stond de eerste twee WAC-adviseurs niet toe om een taalcursus te volgen voordat ze naar Saigon gingen, maar degenen die volgden, volgden een twaalf weken durende cursus Vietnamees aan het Defense Language Institute in Monterey, Californië. In 1968 werd een extra WAC-officieradviseur toegewezen aan het WAFC-trainingscentrum aan de rand van Saigon. De senior WAC-adviseur, toen luitenant-kolonel en de NCO-adviseur, toen sergeant-majoor, bleven op het WAFC-hoofdkwartier in de stad en bleven de directeur van de WAFC helpen om plannen en beleid voor het hele korps te ontwikkelen. Voor aanvullende training reisden leden van de WAFC naar de Verenigde Staten. Tussen 1964 en 1971 voltooiden 51 Vietnamese vrouwelijke officierskandidaten de "WAC Officer Basic Course" op de WAC-school, een officier voltooide de "WAC Officer Advanced Course".
Een andere groep WAC's werd vanaf 1965 toegewezen aan Saigon. Dat jaar nam Westmoreland 15 WAC-stenografen in dienst voor het MACV-hoofdkwartier. Zes arriveerden in december, de rest meldde zich in de daaropvolgende maanden. Vrouwen in de klassen E-5 en hoger met uitstekende stenografische vaardigheden, volwassenheid en een onberispelijke staat van dienst vervulden deze functies de komende zeven jaar. Op het hoogtepunt bestond de groep uit 23 vrouwen op 30 juni 1970. Net als iedereen werkten ze zes en een half tot zeven dagen per week, tien tot vijftien uur per dag, en hadden ze weinig tijd voor ontspanning of gezelligheid. Niettemin verlengden verschillenden hun "tour of duty" in Vietnam en een paar keerden terug voor een tweede of derde tour.
Begin 1965 had Westmoreland ook een dozijn WAC-officieren gerekruteerd. Ze vervulden administratieve functies op het MACV-hoofdkwartier, bij de ondersteuningscommando's en bij het hoofdkwartier van het United States Army Vietnam (USARV). Majoor Audrey A. Fisher, de eerste die arriveerde, werd toegewezen aan het kantoor van de adjudant-generaal. Net als de dienstplichtige vrouwen woonden de WAC-officieren in hotels in Saigon. Ze werkten in personeel, administratie, publieke informatie, inlichtingen, logistiek, plannen en training, en militaire justitie. Een paar WAC-officieren dienden bij het U.S. Army Central Support Command in Quy Nhơn en Cam Ranh Bay.
In april 1966 verzocht de plaatsvervangend bevelvoerend generaal van USARV, luitenant-generaal Jean E. Engler, om een WAC-detachement aan zijn hoofdkwartier toe te wijzen. Hij vroeg om 50 (later 100) typisten en andere administratieve medewerkers, plus een kadersectie van een officier en vijf vrouwelijke soldaten om de eenheid te beheren. Sommige officieren van USARV waren tegen het idee. Zij geloofden dat de extra beveiliging die voor vrouwen nodig was, zwaarder zou wegen dan de voordelen van het laten dienen van de WAC's in Zuid-Vietnam. Engler won echter van de critici toen hij besloot de WAC's te huisvesten in het Amerikaanse militaire kantonnementgebied op Tan Son Nhut International Airport in plaats van in de stad, waardoor de noodzaak voor extra bewakers werd geëlimineerd. Engler realiseerde zich dat de WAC's aan risico's zouden worden blootgesteld, maar hij vond het niet groot genoeg om WAC's uit te sluiten en hij verzocht niet dat vrouwen die aan USARV werden toegewezen, zouden leren om wapens af te vuren. Hij besloot echter in besloten kring dat als ze ooit naar veldinstallaties daar zouden worden gestuurd, hij zou aanbevelen dat ze een training in kleine wapens zouden krijgen. Englers verzoek voor een WAC-eenheid werd goedgekeurd en het WAC-kader arriveerde eind 1966. Op 12 januari 1967 arriveerden 82 vrouwelijke dienstplichtigen die dat eerste jaar op het hoofdkwartier van USARV zouden dienen. In juli 1967 verhuisden de USARV en zijn componentcommando's, inclusief de toegewezen WAC's, naar Long Binh Post ten noordoosten van Saigon.
In januari 1970 bereikte het WAC haar hoogtepunt in Zuid-Vietnam met 20 officieren en 139 vrouwelijke soldaten. Eind december 1972 waren er nog maar twee officieren en 17 vrouwelijke soldaten over op het hoofdkwartier van MACV of haar ondergeschikte commando's en in maart 1973 waren ze allemaal teruggetrokken. Ongeveer 700 WAC's dienden in Zuid-Vietnam zonder slachtoffers. Het Long Binh-detachement ontving twee campagnesterren voor de Vietnam-tegenoffensief fase II (1 juli 1966 - 31 mei 1967) en het Tetoffensief (30 januari 1968 - 1 april 1968).

## Ontbinding
In 1976 werd het "Women's Officer Candidate School"-programma in Fort McClellan samengevoegd met het "Officer Candidate (Branch Immaterial)"-programma in Fort Benning. In de herfst van dat jaar begonnen de eerste vrouwelijke cadetten in West Point. Het OCS-programma leverde de eerste vrouwelijke legerofficieren af voordat de eerste cadetten van West Point in 1980 afstudeerden.
Het WAC als afdeling werd op 20 oktober 1978 ontbonden en alle vrouwelijke eenheden werden geïntegreerd in mannelijke eenheden. Vrouwen die op dat moment als WAC dienden, werden in de afdeling omgezet naar de militaire beroepsspecialiteit waarin ze werkten. Sindsdien hebben vrouwen in het Amerikaanse leger in dezelfde eenheden gediend als mannen, hoewel ze alleen in of nabij gevechtssituaties zijn toegestaan sinds 1994, toen minister van Defensie Les Aspin beval om "substantieel risico op gevangenneming" te verwijderen van de lijst met gronden voor uitsluiting van vrouwen van bepaalde militaire eenheden. In 2015 ging Jeanne Pace, destijds de langstzittende vrouwelijke adjudant en het laatste voormalige lid van de WAC in actieve dienst, met pensioen. Ze was in 1972 bij het WAC gekomen.

## Lijst van bevelhebbers
- Kolonel Oveta Culp Hobby (1942–1945)
- Kolonel Westray Battle Boyce (1945–1947)
- Kolonel Mary A. Hallaren (1947–1953)
- Kolonel Irene O. Galloway (1953–1957)
- Kolonel Mary Louise Rasmuson (1957–1962)
- Kolonel Emily C. Gorman (1962–1966)
- Brigadegeneraal Elizabeth P. Hoisington (1966–1971)
- Brigadegeneraal Mildred Inez Caroon Bailey (1971–1975)
- Brigadegeneraal Mary E. Clarke (1975–1978)

## In de populaire cultuur
- Keep Your Powder Dry uit 1945, een film over drie vrouwen in het WAC.
- I Was a Male War Bride uit 1949, een film die handelt over de relatie van een Frans legerofficier met een WAC-officier.
- Never Wave at a WAC uit 1953, een film over een gescheiden vrouw die in dienst gaat bij het WAC om dichter bij haar nieuwe vriend te zijn.
- Francis Joins the WACS uit 1954, een film over een jonge mannelijke officier die door een administratieve fout in het WAC terecht komt.
- Mare's War, een jeugdroman uit 2009 van Tanita S. Davis over een Afro-Amerikaans meisje dat in het WAC dienst doet.
- The Six Triple Eight uit 2024, een film over het 6888th Central Postal Directory Battalion.